# St. Patrick’s Cathedral (Karatschi)

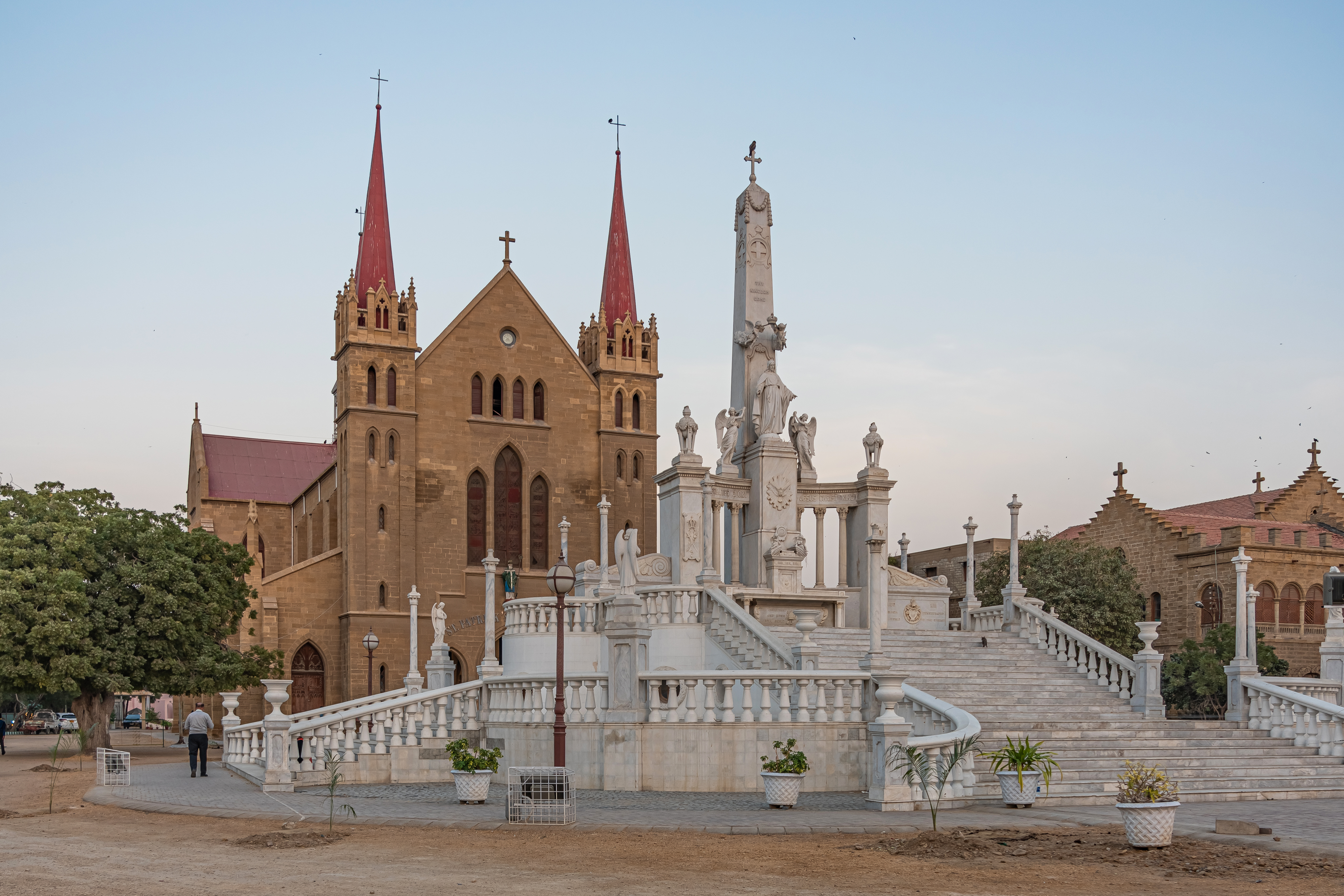
St. Patrick’s Cathedral in Karatschi, davor das Herz-Jesu-Denkmal

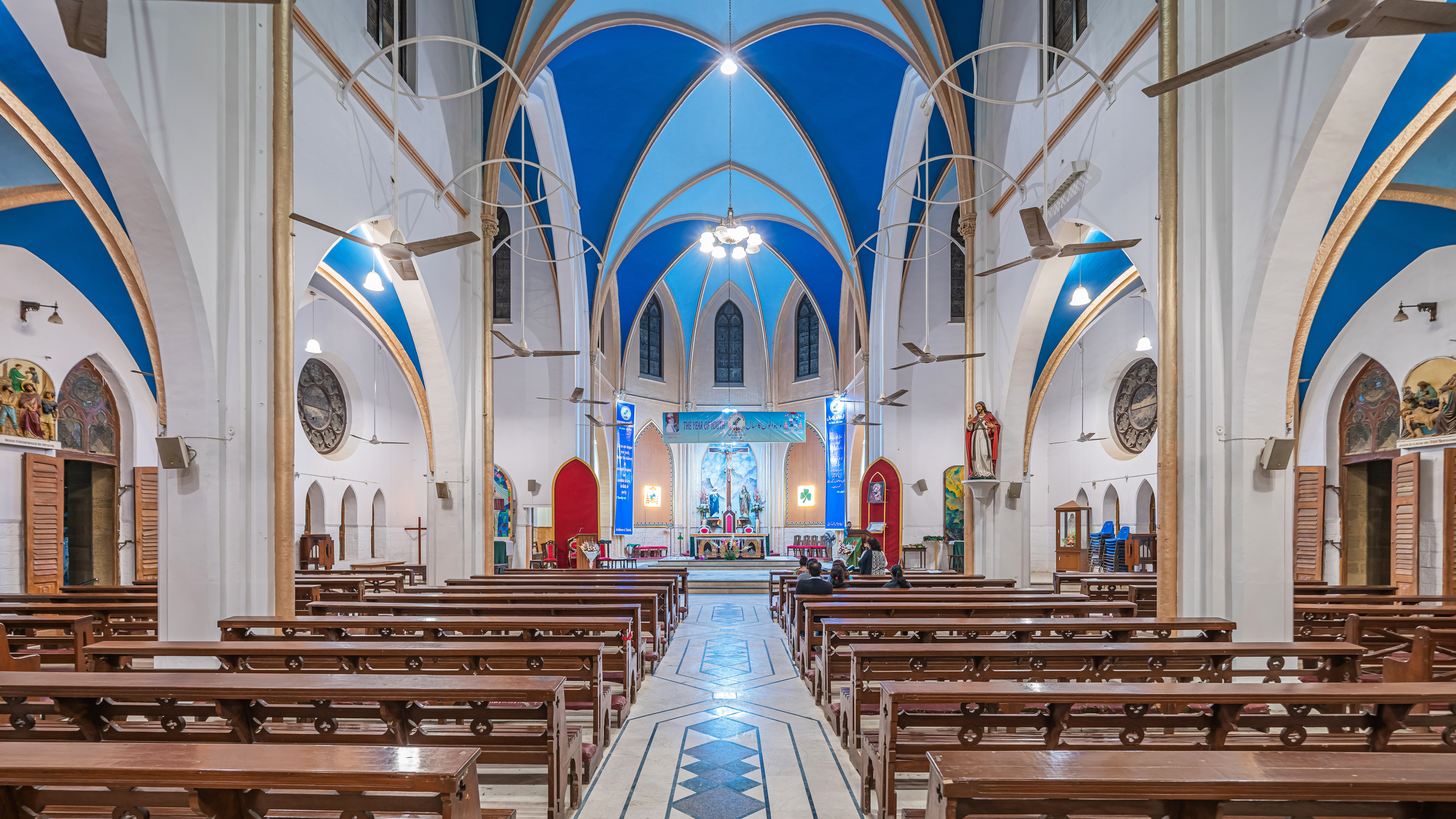
Interieur der Kathedrale

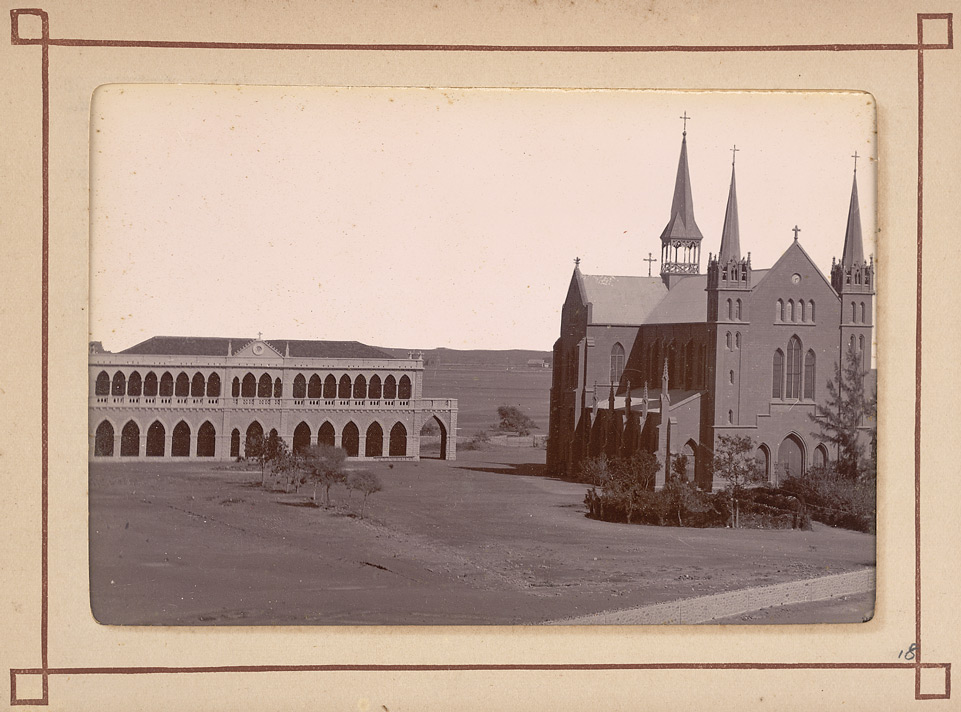
Historisches Foto, um 1900, ohne das vorgelagerte Herz-Jesu-Denkmal von 1925

Die St. Patrick’s Cathedral, auch Hl.-Patricks-Kathedrale, liegt an der Straße Shahrah-e-Iraq in Saddar Town, dem Innenstadtsteil von Karatschi, Sindh, Pakistan. Sie ist die Bischofskirche des Erzbistums Karatschi.

## Geschichte
Die Kathedrale ist an der Stelle errichtet, auf der 1845, zwei Jahre nach der Annexion des Staates Sindh an Britisch-Indien durch Charles James Napier, der erste christliche Kirchenbau vermutlich für Goa-Katholiken entstand.
Die heutige Kathedrale entwarf der deutsche Jesuitenpater Karl Wagner (1821–1869). Damals gehörte Karatschi zum Apostolischen Vikariat Bombay, das vom Jesuitenorden verwaltet wurde. Dort in Bombay war auch Wagner als ordensinterner Architekt ansässig. Nachdem sich die katholische Mission in Karatschi entsprechend konsolidiert hatte und die finanziellen Mittel zur Verfügung standen, legte man 1879 den Grundstein zur neuen St. Patrick`s Kirche. Pater Wagner war bereits 1869 verstorben, weshalb die Laienbrüder Fr. George Kluver SJ und Fr. Herman Lau SJ als Bauleiter fungierten und das Gotteshaus – die größte katholische Kirche der Stadt und der gesamten Region – nach seinen hinterlassenen Plänen bis 1881 fertigstellten.
Als 1947 bei der Teilung Indiens Karatschi an Pakistan fiel, gründete man 1948 die gleichnamige Diözese und erhob die St.-Patricks-Kirche zu ihrer Kathedrale.
Es handelt sich um eine dreischiffige Basilika mit Querhaus in neogotischem Stil oder Indogotik. Sie wurde aus dem gelben Gizri stone, einer  lokalen Sandsteinvariante errichtet, hat eine Länge von 52 Metern, ist 22 Meter breit und fasst 1.500 Menschen.
Auf dem Vorplatz der Kathedrale steht das Herz-Jesu-Denkmal (Sacred Heart Monument), welches 1925 aus weißem Marmor errichtet wurde.
Die St.-Patrick’s-Kathedrale erschien 1979 und 2009 als Motiv auf Briefmarken der pakistanischen Post.